# Liga Mexicana de Béisbol 1966
La Temporada 1966 de la Liga Mexicana de Béisbol fue la edición número 42. Se mantienen los mismos 8 equipos de la campaña anterior. Se vuelve a utilizar al sistema de competencia con un rol dividido en dos vueltas de 70 juegos cada una, el equipo ganador de la primera vuelta se enfrentaba al ganador de la segunda vuelta en una Serie Final para determinar al equipo campeón de la liga.
Los Tigres Capitalinos obtuvieron el cuarto campeonato y primer bicampeonato de su historia al derrotar en 6 juegos a los Diablos Rojos del México. El mánager campeón fue Ricardo Garza.

## Equipos participantes
| Liga Mexicana de Béisbol 1966 |           |                       |                       |           |
| Equipo                        | Fundación | Ciudad                | Estadio               | Capacidad |
| Broncos de Reynosa            | 1963      | Reynosa, Tamaulipas   | Adolfo López Mateos   | 10,000    |
| Charros de Jalisco            | 1946      | Guadalajara, Jalisco  | Tecnológico de la UDG | 4,000     |
| Diablos Rojos del México      | 1940      | México, D. F.         | Seguro Social         | 25,000    |
| Pericos de Puebla             | 1938      | Puebla, Puebla        | Ignacio Zaragoza      | 22,000    |
| Petroleros de Poza Rica       | 1958      | Poza Rica, Veracruz   | Jaime J. Merino       | 10,000    |
| Rojos del Águila de Veracruz  | 1903      | Veracruz, Veracruz    | Deportivo Veracruzano | 12,000    |
| Sultanes de Monterrey         | 1939      | Monterrey, Nuevo León | Cuauhtémoc            | 8,000     |
| Tigres Capitalinos            | 1955      | México, D. F.         | Seguro Social         | 25,000    |

## Posiciones

### Primera Vuelta
| Liga Mexicana de Béisbol | Liga Mexicana de Béisbol | Liga Mexicana de Béisbol | Liga Mexicana de Béisbol | Liga Mexicana de Béisbol |
| Equipo                   | JG                       | JP                       | PCT                      | JV                       |
| ------------------------ | ------------------------ | ------------------------ | ------------------------ | ------------------------ |
| Tigres                   | 43                       | 26                       | .623                     | -                        |
| Monterrey                | 42                       | 28                       | .600                     | 1.5                      |
| Puebla                   | 35                       | 35                       | .500                     | 8.5                      |
| Jalisco                  | 34                       | 35                       | .493                     | 9.0                      |
| México                   | 34                       | 36                       | .486                     | 9.5                      |
| Poza Rica                | 33                       | 37                       | .471                     | 10.5                     |
| Águila                   | 33                       | 37                       | .471                     | 10.5                     |
| Reynosa                  | 25                       | 44                       | .362                     | 18.0                     |

| Ganador de la Primera Vuelta |

### Segunda Vuelta
| Liga Mexicana de Béisbol | Liga Mexicana de Béisbol | Liga Mexicana de Béisbol | Liga Mexicana de Béisbol | Liga Mexicana de Béisbol |
| Equipo                   | JG                       | JP                       | PCT                      | JV                       |
| ------------------------ | ------------------------ | ------------------------ | ------------------------ | ------------------------ |
| México                   | 40                       | 30                       | .571                     | -                        |
| Águila                   | 39                       | 30                       | .565                     | 0.5                      |
| Puebla                   | 38                       | 31                       | .551                     | 1.5                      |
| Monterrey                | 37                       | 33                       | .529                     | 3.0                      |
| Jalisco                  | 35                       | 35                       | .500                     | 5.0                      |
| Tigres                   | 35                       | 36                       | .493                     | 5.5                      |
| Poza Rica                | 28                       | 42                       | .400                     | 12.0                     |
| Reynosa                  | 27                       | 43                       | .386                     | 13.0                     |

| Ganador de la Segunda Vuelta |

## Juego de Estrellas
El Juego de Estrellas de la LMB se realizó el 3 de junio en el Parque del Seguro Social en México, D. F. La selección de un combinado de la Liga Mexicana de Béisbol se impuso al equipo de los Tigres Capitalinos 6 carreras a 4 en 10 entradas de juego.

## Serie Final
El campeón se definió mediante una serie final a ganar 4 de 7 partidos entre los equipos ganadores de la primera y segunda vuelta. La serie se jugó en su totalidad en México D. F. Los Tigres Capitalinos se coronaron campeones en el sexto juego al vencer a los Diablos Rojos del México en el Parque del Seguro Social.  Los Tigres ganaron el primer juego 11-7, el segundo fue para los Diablos al ganar 5-2, los Tigres se fueron arriba nuevamente en el tercero al ganar 7-0 pero los Diablos empataron nuevamente la serie al ganar 10-1, finalmente los Tigres se impusieron en el quinto y sexto juego al terminar con marcador de 12-10 y 6-2 respectivamente. Los lanzadores del último juego fueron Vicente "Huevo" Romo por los Tigres y  Alfredo "El Zurdo" Ortiz por los Diablos, de esta manera los Tigres se coronaron bicampeones al conseguir el cuarto título de su historia.

## Designaciones
Se designó como novato del año a Abelardo Balderas  de los Diablos Rojos del México.

## Acontecimientos relevantes
- 10 de agosto: Evelio Hernández de los Sultanes de Monterrey le lanza juego sin hit ni carrera de 7 entradas a los Pericos de Puebla, en un partido disputado en Puebla, Puebla y que terminó con marcador de 2-0.
- José Ramón López de los Sultanes de Monterrey impone récord de más ponches propinados en una temporada con 309, récord que se mantiene en la actualidad.[3]